# Fusilli
Fusilli, v češtině často označované jako vřetena, jsou druh stočených těstovin původem z jižní Itálie ve tvaru spirály (šroubovice) o délce asi 4 cm. Jsou vyrobeny z krupice z tvrdé pšenice, vody a soli.

## Historie
Slovo fusilli pochází pravděpodobně z „fusile“, archaického výrazu pro pušky (v moderní italštině fucile), protože připomínají zevnitř spirálovitě rýhovanou hlaveň pušky. Může být také odvozeno z výrazu „malá vřetena“ (italsky piccoli fusi).
Podle legendy byly fusilli poprvé vyrobeny kolem roku 1550 na dvoře Cosima I. Medicejského, vévody z Florencie: když jeden z vévodových kuchařů připravoval těstoviny, část upadla na podlahu a jeho malý syn je omotal kolem babiččiny pletací jehlice; tak se zrodila myšlenka spirálové nudle. Až do 20. století fusilli vyráběly a prodávaly ve venkovských oblastech především starší ženy.

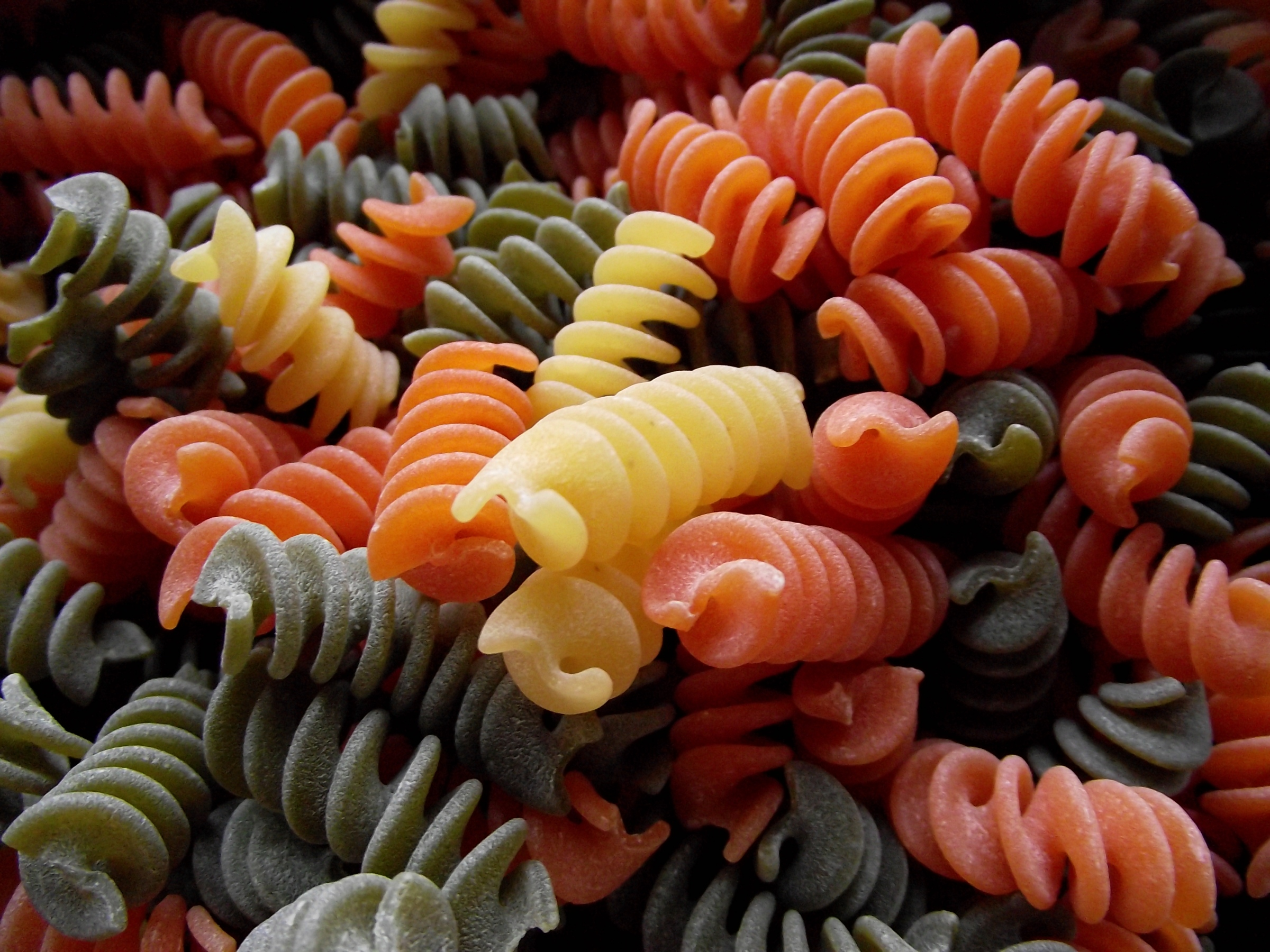
Tříbarevné fusilli

## Výroba a varianty
Fusilli se vyrábějí z bezvaječného těsta, které se připravuje ze dvou dílů semolinové mouky, jednoho dílu vody a špetky soli. Ručně se fusilli vyrábějí namotáváním těsta ve tvaru špagety nebo ploché nudle na tenkou tyčku nebo špejli.
Obvykle se rozlišují „fusille rotini“ (s těsnějším a silnějším spirálovitým tvarem) a větší „fusille eliche“ (až 7 cm na délku). „Fusille bucati“ se od základního tvaru liší tím, že jsou uprostřed duté.
Časté jsou také různé barevné varianty jako zelená a červená, které se dobarvují špenátem, rajčaty nebo červenou řepou. 

## Použití v kuchyni
Jako většina těstovin jsou fusilli v italské kuchyni součástí prima piatti, tedy předkrmu. Protože vařené fusilli díky svému spirálovitému tvaru obzvláště dobře absorbují omáčky, používají se s výhodou např. na těstovinové saláty.